# 市橋駅 (広州市)
市橋駅（しきょうえき）は、中華人民共和国広東省広州市番禺区に位置する広州地下鉄3号線の駅である。

## 歴史
- 2006年12月30日：開業[1]。

## 駅構造
島式ホーム1面2線を有する地下駅。

### のりば
| 番線 | 路線    | 行先                           |
| ---- | ------- | ------------------------------ |
| 1    | ■ 3号線 | 海傍方面                       |
| 2    | ■ 3号線 | 機場北・天河バスターミナル方面 |

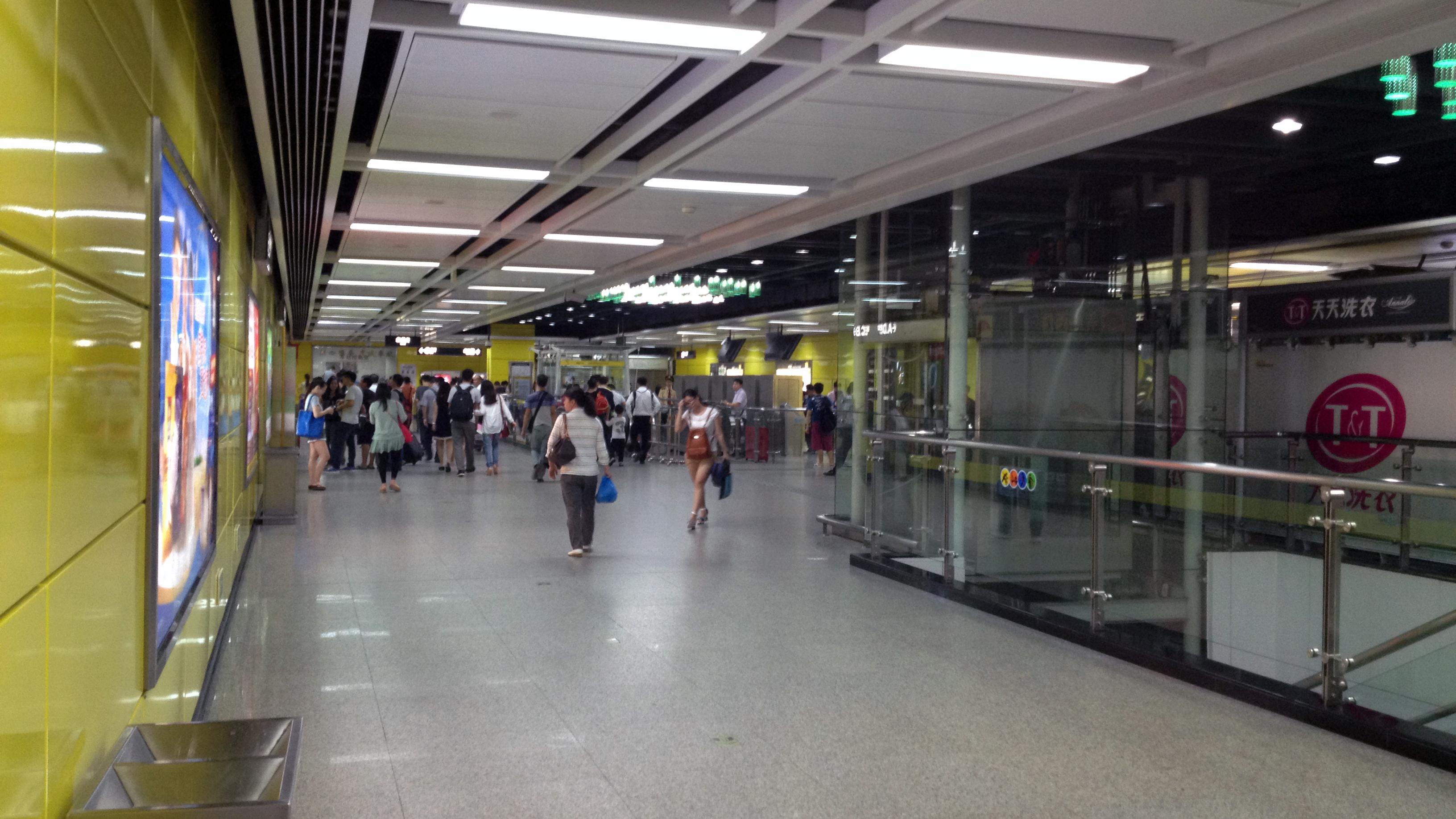
コンコース
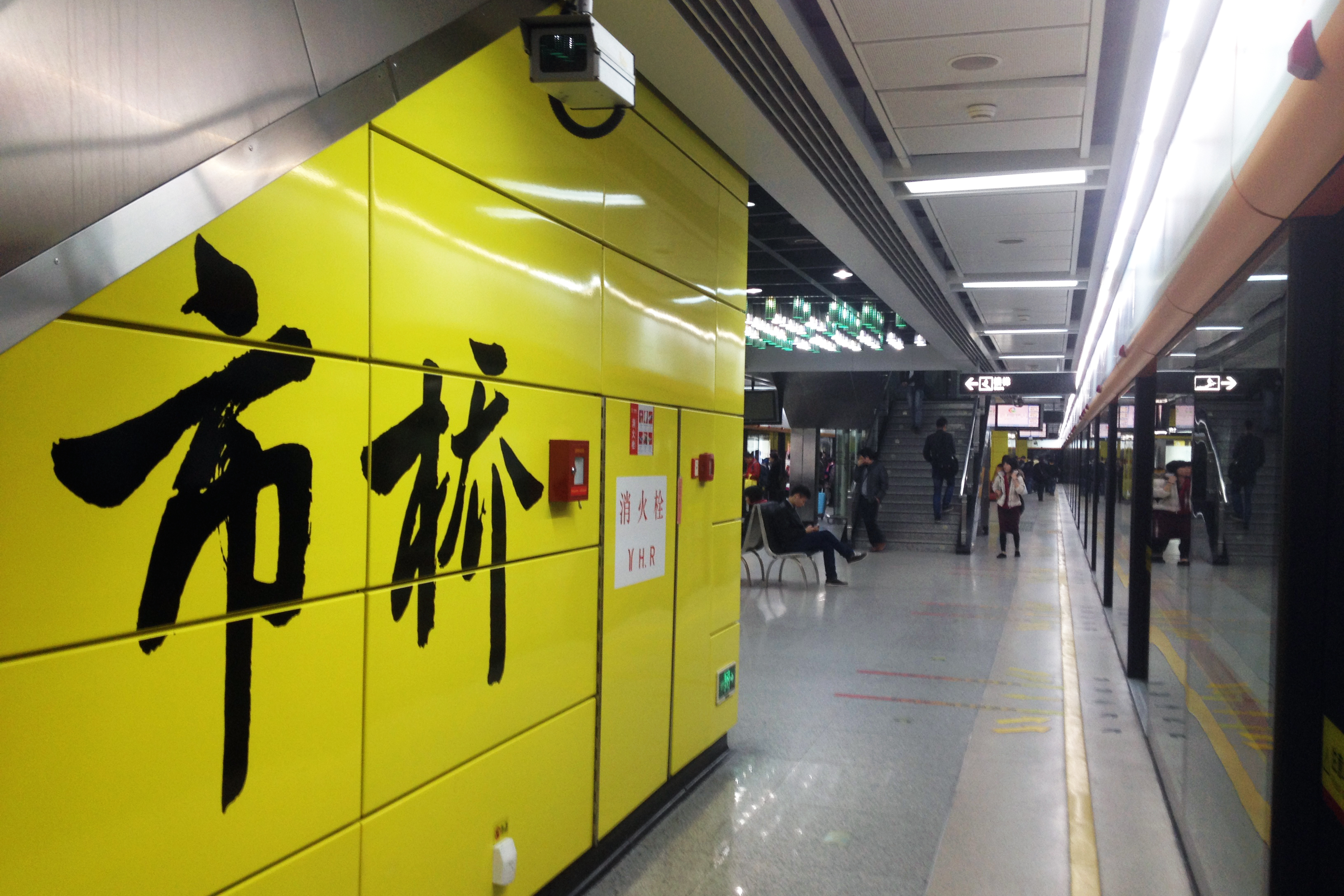
ホーム

## 駅周辺
- 番禺区物価局
- 金利大厦
- 匯強大厦
- 衣業銀行大厦
- 銀都大厦
- 百越広場
- 喜悦假日酒店
- 湾禧華庭
- 緑茵庭園
- 星海中学

## 隣の駅
広州地下鉄
■ 3号線
番禺広場駅 301 - 市橋駅 302 - 漢渓長隆駅 303